# Yville-sur-Seine

Yville-sur-Seine este o comună în departamentul Seine-Maritime, Franța. În 1 ianuarie 2022 avea o populație de 424 de locuitori.